# Hellikon
Hellikon (schweizertyska: Hellike) är en ort och kommun i distriktet Rheinfelden i kantonen Aargau, Schweiz. Kommunen har 839 invånare (2023).